# Cannabis en Argentina

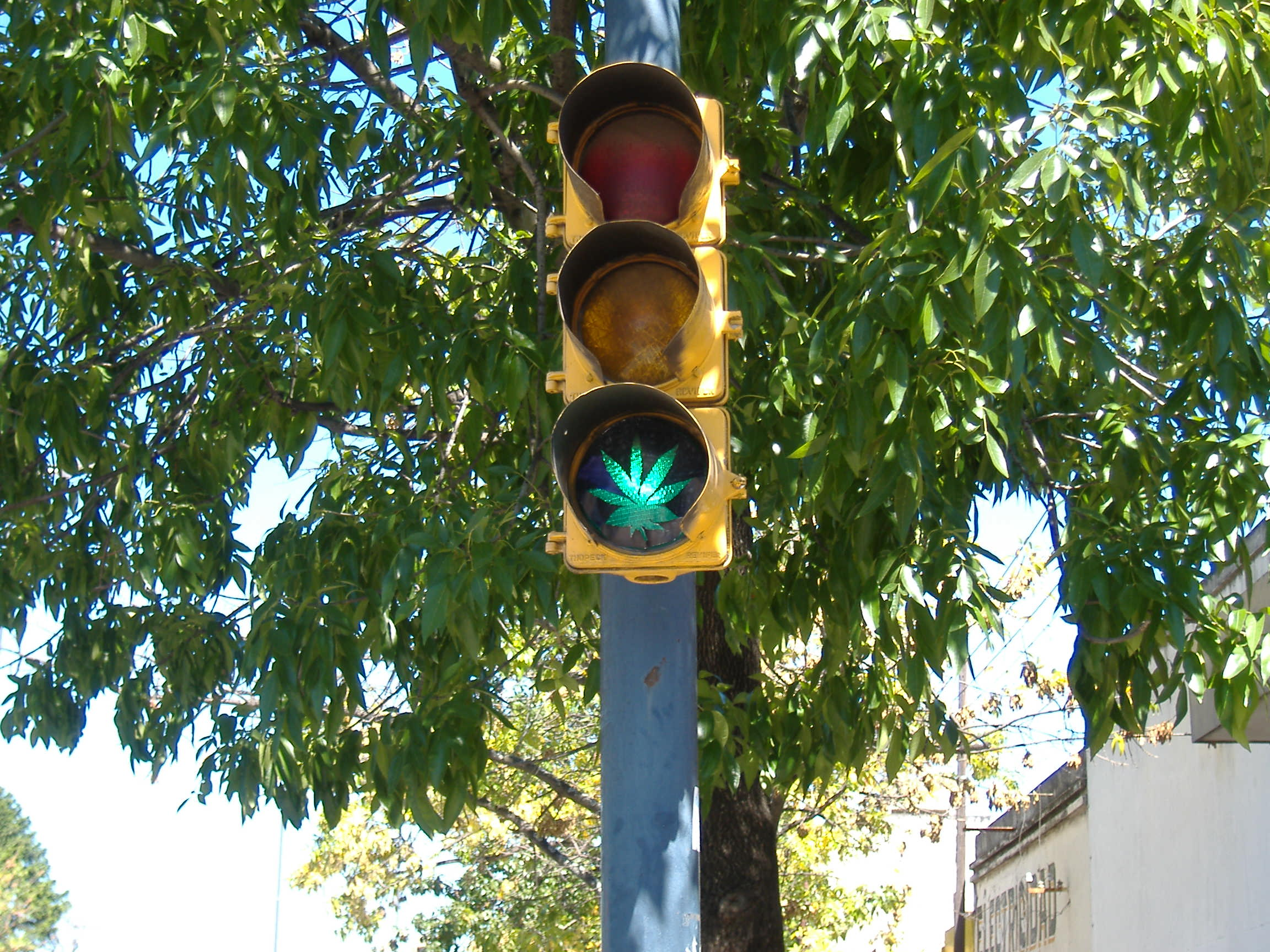
Semáforo vandalizado en General Roca (Río Negro).

El cannabis en Argentina tiene una historia rica y compleja, marcada por su uso ancestral, un período de prohibición y un renacimiento en el contexto medicinal y recreativo. El cannabis ha experimentado un notable cambio en Argentina en los últimos años, pasando de ser una sustancia completamente ilegal a tener un marco legal para su uso medicinal.

## Historia

### Manuel Belgrano e inicios del cultivo de cáñamo
Aunque el cannabis no es originario de América, su historia en Argentina comienza con la llegada de inmigrantes que trajeron consigo las tradiciones cannábicas de sus respectivos países. La primera mención significativa del cultivo de cannabis en Argentina se remonta a los intentos de Manuel Belgrano en el siglo XIX, quien propuso su cultivo para la producción de textiles, sin éxito debido a las restricciones de la Corona Española.  En 1796, escribió un artículo titulado "Utilidades que resultarán a esta Provincia y a la Península del cultivo del lino y el cáñamo", donde destacaba los beneficios económicos de esta planta. Belgrano lo veía como una herramienta para impulsar la economía rural, crear empleo y fortalecer la industria textil, una visión que quedó truncada por cambios políticos y sociales posteriores. 
En el primer censo de producción agrícola que se hizo en la Argentina, en 1869, se contabilizaron únicamente tres productores de cáñamo, ubicados en Mendoza, cerca del límite con Chile.
También se advierte una escasa presencia del cáñamo en los censos siguientes; en el de 1914 se
indicó que había 36 hectáreas cultivadas en todo el país. Pese a los números
desalentadores, en 1935, el entonces Ministerio de Agricultura de la Nación publicó un texto realizado por el ingeniero agrónomo Juan L. Tenembaun titulado “El cáñamo. Instrucciones para su cultivo”. 
En él no sólo se brindaba la información técnica para realizar el cultivo sino que se
afirmaba “un verdadero interés nacional en producir fibra de cáñamo porque la industria lo reclama”.

### El consumo de cannabis en Argentina: De la ausencia a la difusión
La información disponible sugiere que el consumo de cannabis como sustancia psicoactiva fue escaso o prácticamente inexistente en Argentina hasta finales de la década de 1960. Dos películas argentinas refuerzan esta noción. La primera, "Marihuana" (1950), dirigida por León Klimovsky, es un drama policial que sigue a un médico en su búsqueda del asesino de su esposa, quien había comenzado a consumir marihuana tras su dependencia de la morfina por una enfermedad. Al comienzo del filme, se muestra un letrero que dice: "Esta película es un homenaje a nuestras autoridades, a quienes debemos que la Argentina de hoy, viva libre de esa temible droga".
Luego, en 1968, el director Lucas Demare lanzó "Humo de marihuana", que se basa en una trama similar. Aunque ambas producciones están llenas de errores y prejuicios sobre el cannabis, la primera película enfatiza la casi inexistencia del consumo, limitándolo a ciertos "submundos", mientras que la segunda insinúa un aumento en la circulación de la marihuana, coincidiendo con otras fuentes analizadas en investigaciones que indican un incremento en su uso durante esos años.

### El caso de Jáuregui
Si bien entre las décadas del 30, y 50 hubo distintos emprendimientos dedicados al cultivo e industrialización del cáñamo, el emprendimiento de cáñamo industrial más conocido fue el desarrollado por el belga Julio Steverlynck en Jáuregui, Buenos Aires, quien era dueño de un imperio textil. Inició el cultivo en 1953 para complementar la producción de fibra de lino, que venía realizando desde más de una década antes. Los cultivos se destinaban a la producción de fibras y semillas. La extensión de las áreas cultivadas aumentó con el tiempo: de las 6 hectáreas iniciales se pasó a 200 a finales de la década de 1950, y se llegó a entre 300 y 400 hectáreas en 1970. Tras la muerte de Steverlynck en 1975, la superficie cultivada se redujo a 165 hectáreas, y al año siguiente se detuvo la producción.
Durante la década de 1970, se cuentan numerosas anécdotas de jóvenes de clases acomodadas o de movimientos contraculturales que visitaban los cultivos industriales en Jáuregui para obtener algo de cannabis, aunque este tenía poco efecto psicoactivo debido a su bajo contenido de THC. Esto se menciona en un documento presentado por uno de los herederos de Steverlynck en 1976, el cual también describe los problemas enfrentados por el gerente de la empresa el año siguiente debido al crecimiento natural de las plantas ('guachas'), a pesar de que la actividad se había suspendido.

### Fallo Basterrica, Capalbo y Ley 2737
La Corte Suprema de Justicia de la Nación (CSJN) modificó la jurisprudencia previa sobre la tenencia de sustancias para consumo personal. En 1986, con los fallos "Bazterrica" y "Capalbo", declaró inconstitucional la penalización de la tenencia para uso personal estipulada en la Ley 20.771. La razón era que esta ley interfería en las conductas privadas protegidas por la Constitución Nacional, siempre y cuando estas no implicaran un peligro concreto o un perjuicio a los derechos o bienes ajenos. En el caso de Gustavo Mario Bazterrica, conocido músico guitarrista de la banda de rock Los Abuelos de la Nada, se le hallaron "3,6 gramos de marihuana y 0,06 gramos de clorhidrato de cocaína". Por otro lado, a Alejandro Capalbo le encontraron 54 gramos de marihuana en el bolsillo de su chaqueta durante un control policial al taxi en el que viajaba.
Sin embargo, el anhelo de una política más racional en este campo se vio frustrado por dos factores clave. El primero fue de índole internacional: la Convención de Viena de 1988, promovida por el presidente estadounidense Ronald Reagan, que impulsó una política prohibicionista que reforzaba aún más los controles, la persecución y la penalización de la venta, compra o tenencia de estupefacientes. La segunda razón de este fracaso fue la demora en la discusión legislativa, que pasó a manos del presidente electo Carlos Saúl Menem.
Durante los primeros meses de su mandato, Menem promulgó la ley 23.737, que representó un claro indicio de la futura alineación con Estados Unidos, priorizando intereses económicos, diplomáticos y estratégicos por encima de los derechos y garantías de los ciudadanos. Esta ley no solo ignoró el fallo "Bazterrica", sino que además endureció las penas de la ley anterior.
En línea con la penalización del consumo personal de drogas, la Corte Suprema de la Nación se pronuncia en el caso "Montalbo" (Fallos 313-II: 1333), ya bajo la vigencia de la ley 23.737, ratificando su constitucionalidad. En este fallo, la Corte sostiene que no existe un derecho a la "intimidad" o "privacidad" en el marco del artículo 19 de la Constitución cuando hay una exteriorización de la conducta. Si dicha conducta puede, de alguna manera, afectar el orden público, la moralidad o los derechos de un tercero, la tenencia de estupefacientes, sin importar su cantidad, constituye una conducta punible. Según este razonamiento, la penalización no vulnera ningún derecho protegido por la Constitución.

### La Inconstitucionalidad de la Ley 23.737: El Fallo "Arriola" de la Corte Suprema en 2009
No sería sino hasta 2005, tras superar la crisis política y socioeconómica de 2001, cuando comenzó a replantearse la política nacional en relación con las drogas. En 2009 se creó el “Comité Científico Asesor en Control del Tráfico Ilícito de Estupefacientes” (Decreto 1359/2009), encargado de desarrollar propuestas centradas en los estándares de derechos humanos, reflejando así un cambio de paradigma en el abordaje del problema.
Este contexto jurídico-legal condujo al último gran fallo en la materia. En 2009, la Corte Suprema de la Nación, en el Fallo Arriola, declaró por unanimidad la inconstitucionalidad de la ley 23.737, instando al poder político a modificarla, al reconocer el fracaso de las políticas de control tanto de la oferta como de la demanda de drogas, así como de los modelos de acceso a la salud.
La Corte Suprema de la Nación, en el fallo Arriola, en el segundo párrafo del artículo 14, tipificaba la "tenencia para consumo personal". La Corte argumentó que esta disposición violaba el artículo 19 de la Constitución Nacional, el cual garantiza la inviolabilidad de la intimidad de las personas.
En su sentencia, la Corte expuso varios de los principales problemas derivados de la legislación vigente. Señaló, por ejemplo, que el procesamiento de los usuarios obstaculiza la persecución efectiva del tráfico de drogas, especialmente en lo que respecta al expendio minorista. Los usuarios imputados, al gozar de los beneficios procesales vinculados a su condición de imputados, tienen derecho a no declarar sobre la fuente de provisión de las sustancias, lo que dificulta la investigación de los traficantes. En este sentido, la Corte subrayó que este impedimento no existiría si los usuarios fueran interrogados como testigos, ya que en ese caso sí estarían obligados a declarar, bajo la sanción de testigo remiso o falso.
Además, en el fallo, la Corte hizo un llamado a todos los poderes públicos a garantizar una política de Estado contra el tráfico ilícito de estupefacientes, enfatizando la necesidad de adoptar medidas preventivas de salud. Recalcó la importancia de cumplir adecuadamente con los tratados internacionales de derechos humanos suscritos por Argentina, y reiteró la necesidad de combatir el tráfico de drogas no persiguiendo penalmente a las víctimas de este fenómeno, es decir, a los consumidores, sino enfocándose en los distribuidores.
El voto del juez Ricardo Lorenzetti subrayó que la persecución penal contra los consumidores no solo es ineficaz, sino que agrava el problema al desviar recursos que deberían destinarse a la lucha contra los traficantes. Por su parte, el juez Raúl Zaffaroni señaló que tanto la policía como el sistema judicial están desviando esfuerzos valiosos que deberían centrarse en combatir el tráfico de drogas, en particular aquellas que son más perjudiciales para la salud, como las que afectan a los sectores más vulnerables de la sociedad, especialmente los jóvenes. Zaffaroni advirtió sobre los efectos devastadores de estas sustancias, tanto en términos de daño inmediato a la salud como en el potencial de secuelas neurológicas en los niños y adolescentes que logran sobrevivir al consumo.
Este fallo representó un hito importante en el debate sobre la política de drogas en Argentina, marcando un cambio en la forma en que se aborda la relación entre consumo, salud pública y criminalización.

### Ley de Uso Medicinal de la Planta de Cannabis y sus Derivados
La Ley de Uso Medicinal de la Planta de Cannabis y sus Derivados, oficialmente conocida como Ley 27.350, fue aprobada por el Congreso Nacional de Argentina el 29 de marzo de 2017. Este marco legal inaugura una nueva era en la regulación y utilización terapéutica del cannabis, estableciendo bases para la investigación y el acceso a sus derivados medicinales.

#### Objetivos
El principal objetivo de la Ley 27.350 es proporcionar un marco regulatorio para la investigación médica y científica del cannabis, asegurando que su uso medicinal sea seguro y eficaz, inicialmente enfocado en el tratamiento de la epilepsia refractaria.

#### Principales Disposiciones
La ley autoriza la investigación y producción de cannabis para fines medicinales, con colaboración de instituciones como el CONICET y el INTA. Además, se permite el acceso a medicamentos derivados del cannabis bajo prescripción médica y se contempla un registro voluntario, el REPROCANN, para facilitar el acceso gratuito a estos derivados para pacientes inscritos.

#### Limitaciones Iniciales y Evolución
En sus inicios, la Ley 27.350 fue restrictiva, aplicándose solo a la epilepsia refractaria y bajo protocolos de investigación estrictos. El Decreto 738/2017 inicialmente reglamentó la ley de manera limitada, pero con el Decreto 883/2020, se amplió su alcance permitiendo el autocultivo, el cultivo colectivo y la venta en farmacias, marcando un avance significativo en la legislación cannábica.

### REPROCANN (Registro del Programa de Cannabis)

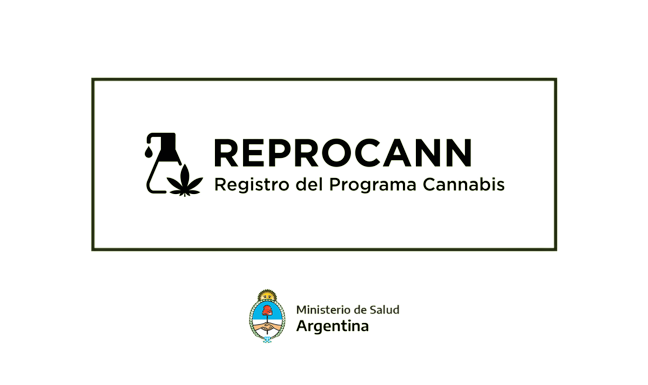
Logo del Reprocann.

El Decreto 883/2020 dio vida al REPROCANN, un registro que permite a pacientes, cultivadores solidarios, y ONG inscribir a sus asociados para el cultivo y acceso al cannabis medicinal. El funcionamiento del REPROCANN incluye:
- Autocultivador: Los pacientes que desean cultivar para su propio uso medicinal pueden inscribirse como autocultivadores. La ley permite a cada autocultivador tener hasta 9 plantas de cannabis florecidas. El cultivo debe realizarse en su domicilio registrado, y se permite el transporte personal de hasta 40 gramos de flores secas o entre 1 y 6 frascos de 30 ml de aceite.
- Cultivador Solidario: Esta figura permite a una persona cultivar para otra que, por cualquier motivo, no puede hacerlo. Originalmente, un cultivador solidario podía representar hasta 9 personas, pero una modificación reciente (Resolución 3132/2024) ha reducido este número a un máximo de 2 personas, excluyendo al propio cultivador. En este caso, el cultivador solidario está limitado a las mismas cantidades de plantas y productos que un autocultivador por cada individuo representado.
- ONGs y Asociaciones Civiles: Para que ONG, asociaciones civiles o clubes de cultivo puedan proveer cannabis medicinal, es necesario que tanto la organización como sus miembros estén registrados en el REPROCANN. Sin embargo, el trámite para registrar una ONG o asociación civil vinculada a la salud para el cultivo de cannabis medicinal es distinto y más complejo que la inscripción individual en el REPROCANN:

- Registro de ONGs: Las ONG deben inscribirse en el Registro Nacional de Organizaciones de la Sociedad Civil Vinculadas con la Salud, que es un proceso separado manejado por la Dirección Nacional de Relaciones Institucionales del Ministerio de Salud. Una vez registradas, pueden solicitar la autorización para cultivar cannabis con fines medicinales, lo cual incluye cumplir con requisitos específicos de infraestructura, seguridad, y objetivos sociales que incluyan el uso medicinal del cannabis.
- Miembros de ONGs: Cada miembro o paciente que desee recibir cannabis de una ONG debe estar individualmente registrado en el REPROCANN. Esto permite que el cannabis cultivado por la ONG sea legalmente dispensado a sus miembros o asociados registrados, respetando los límites de plantas y productos por paciente.

Desde 2024, se requiere que los profesionales de la salud que gestionen las inscripciones en el REPROCANN tengan una diplomatura o maestría en el uso medicinal del cannabis para asegurar una gestión informada y profesional. Sin embargo, desde la asunción del gobierno de Javier Milei en diciembre de 2023, se ha reportado un significativo retraso en la aprobación de trámites, con más de 100,000 solicitudes pendientes a febrero de 2025, generando críticas y preocupación.

#### ONG, Asociaciones Civiles y Clubes de Cultivo
La implementación de la Ley 27.350 ha visto el surgimiento de numerosas ONG, asociaciones civiles y clubes de cultivo. Organizaciones como "Mamá Cultiva" han impulsado una legislación más inclusiva y ofrecido apoyo a pacientes. Los clubes de cultivo, operando como asociaciones civiles, han proporcionado una alternativa comunitaria para el acceso al cannabis medicinal, funcionando sin fines de lucro y bajo un esquema de cuotas sociales.

#### Impacto y Desafíos
La Ley 27.350 ha sido un hito en la política de drogas argentina, promoviendo un enfoque más compasivo y científico hacia el tratamiento de enfermedades. No obstante, enfrenta críticas por la burocracia del REPROCANN y la necesidad de formación especializada, además de la incertidumbre sobre futuras políticas bajo el gobierno de Milei, que ha anunciado una revisión basada en "evidencia científica". El 6 de febrero de 2025, la Ministra de Seguridad de la Nación, Patricia Bullrich se refirió a los inscriptos en el REPROCANN, como "más de 300.000 cultivadores de droga disfrazada de medicina".
La evolución del debate sobre el cannabis en Argentina refleja una sociedad en transición, buscando equilibrar el acceso al tratamiento medicinal con la seguridad y la evidencia científica.
El futuro de la regulación del cannabis en el país dependerá de cómo se resuelvan estos conflictos y de la adaptabilidad de las políticas públicas a las necesidades de los pacientes y a los avances científicos.

### Expo Cannabis
La Expo Cannabis Argentina es una feria anual que se celebra en La Rural, Buenos Aires, desde 2019. Consolidada como el evento sobre cannabis medicinal, industrial y de uso adulto más relevante de Latinoamérica, la exposición reúne a profesionales, empresas, científicos y líderes de la cultura cannábica nacional e internacional. A lo largo de sus ediciones, ha ofrecido conferencias, talleres y espacios de consulta médica, además de presentar novedades como experiencias sensoriales inmersivas y la inclusión de hongos medicinales. La Expo Cannabis Argentina ha desempeñado un papel fundamental en la promoción del conocimiento y la desestigmatización del cannabis en la sociedad argentina.

#### 2019: Primera Edición
La edición inaugural se llevó a cabo en octubre de 2019. Durante tres días, más de 50.000 personas asistieron al evento, que contó con alrededor de 70 stands y una variedad de actividades, incluyendo charlas, talleres y asesorías médicas y legales. La diversidad de asistentes, desde adultos mayores hasta cultivadores y profesionales de la salud, reflejó el amplio interés en el cannabis en Argentina.

#### 2020: Edición Virtual
Debido a la pandemia de COVID-19, la Expo Cannabis se adaptó al formato virtual en 2020. Aunque no se dispone de cifras exactas de participación, el evento continuó ofreciendo conferencias, talleres y espacios de consulta, manteniendo su compromiso de informar y educar sobre el cannabis.

#### 2021: Retorno Presencial
En octubre de 2021, la Expo Cannabis regresó a La Rural con una modalidad híbrida, combinando actividades presenciales y virtuales. Se destacaron presentaciones de investigaciones recientes, como la Primera Encuesta Nacional de Personas que Usan Cannabis, que reveló datos significativos sobre el uso recreativo y medicinal en el país. Asistieron más de 50.000 personas. 

#### 2022: Innovaciones y Crecimiento
La edición de noviembre de 2022 atrajo a más de 59.000 asistentes. Por primera vez, se permitió la exhibición y venta legal de semillas y plantas de cannabis, marcando un hito en la historia del evento. La diversidad del público continuó siendo una característica destacada, con la participación de usuarios, cultivadores, científicos, médicos y funcionarios públicos.

#### 2023: Consolidación y Diversificación
Aunque no se dispone de cifras oficiales de asistencia para la edición de 2023, la Expo Cannabis mantuvo su relevancia, incorporando nuevas temáticas y ampliando su oferta de actividades. Se fortalecieron las áreas dedicadas a la investigación científica y se promovieron debates sobre políticas públicas relacionadas con el cannabis. Hubo un 30% más de stands que en la edición pasada.

#### 2024: Quinta Edición y Controversias
En noviembre de 2024, la Expo Cannabis celebró su quinta edición en La Rural. A pesar de su éxito continuo, el evento enfrentó críticas de un grupo de 27 instituciones y profesionales de la salud mental, quienes expresaron su repudio a través de una carta abierta. Esta situación evidenció las tensiones persistentes en torno al tema del cannabis en la sociedad argentina.
A lo largo de los años, la Expo Cannabis Argentina ha evolucionado, adaptándose a los cambios sociales y legales, y desempeñando un papel crucial en la educación y desestigmatización del cannabis en el país.